# DDH-979 강감찬
DDH-979 강감찬(姜邯贊/姜邯瓚)은 대한민국의 충무공이순신급 구축함의 제5번함이다. 한국형 다목적 구축함 도입 사업인 KDX(Korea Destroyer eXperiment)-Ⅱ 계획에 따라 만들어진 4,500톤급 헬기 구축함(DDH)이다. 충무공 이순신급은 대한민국 해군 최초의 방공 구축함이자 원거리 작전능력을 보유한 차세대 주력 구축함이다. 거란의 10만 대군을 귀주에서 물리친 귀주 대첩으로 유명한 고려시대의 장군 강감찬을 함명으로 정하였다.

## 역사
2006년 3월 16일 경남 거제의 대우조선해양 옥포조선소에서 진수 되었으며
제59회 국군의 날인 2007년 10월 1일, 경남 거제의 옥포조선소에서 대한민국 해군에 인도 되었다.
2010년 4월 2일 소말리아 해적으로부터 선박을 보호하기 위해 청해부대 4진으로 소말리아 해역에 파견되었다.

## 센티널 작전
2019년 8월 13일, 부산 해군작전기지에서 청해부대 30진 강감찬함이 출항했다. 청해부대의 본래 작전지역인 아덴만으로 출발했지만, 아덴만에서 1800 km 떨어진 호르무즈 해협으로 작전지역이 변경될 수 있다고 부대원에게 통보되었다. 미국은 호르무즈 해협에서 이란 해군에 맞서 싸우기 위해 센티널 작전을 수행중이다. 강감찬함은 센티널 작전에 필요한 대잠무기를 대폭 보강해서 출항했다.
이란은 호르무즈 해협 봉쇄를 선언했고, 2019년 6월 20일, 코다드-3 지대공 미사일로 미국의 무인정찰기 글로벌 호크를 격추했다.

## 함의 특징

#### 수직발사대
충무공 이순신급 3번함까지 설치된 Mk.41 VLS(미국에서 만들어짐)가 4번 왕건함부터는 왼쪽에 설치하고 오른쪽 공간은 비워둔 채로 진수식이 열렸다. 오른쪽 공간은 한국형 VLS 24셀이 설치될 예정이라고 알려져 있다. 16발의 한국형 토마호크인 천룡 순항 미사일이 8셀에는 홍상어 대잠 미사일탑재될 것이라고 알려져왔다. 현재, 강감찬함이 한국형 VLS까지 모두 설치되었는지는 확실하지 않다.

#### 천룡 순항미사일
천룡 순항 미사일(현무-III)은 대한민국이 독자 개발 완료한 토마호크형 순항 미사일로 대한민국의 국방과학연구소(ADD)가 10여 년 만에 개발한 천룡 미사일은 지상에서 50∼100m 정도의 고도를 유지하며 빠른 속도로 비행하기 때문에 적군이 요격하기 힘들고, 관성 항법 장치와 지형영상대조항법 체계를 갖추고 있어 오차범위가 3m 이내일 정도로 정확성이 높은 것으로 알려졌다.

#### KDCOM-II 전투 관리 시스템
KDCOM-II 전투 관리 시스템은 영국 해군의 23형 프리깃에 사용된 SSCS 전투 관리 시스템을 개량한 것이다. 23형 프리깃은 영국 해군이 현재 사용중인 프리깃함이다. 22형 프리깃에서 발전한 것이다. 듀크급 이라고 불린다.
1987년 7월 11일 1번함 노포크함이 진수되었다. 마지막 16번함 세인트 알반스함이 2000년 5월 6일 진수되었다. 1번함 노포크함, 4번함 매리보로함, 12번함 그래프톤함이 칠레 해군에 중고로 판매되었으며, 현재 13척이 영국 해군에서 사용중이다.